# Caraiman (okręg Botoszany)
Caraiman – wieś w Rumunii, w okręgu Botoszany, w gminie Mihălășeni. W 2011 roku liczyła 192 mieszkańców.